# O Barreal (Río)
O Barreal es una aldea actualmente despoblada, situada en la parroquia de Sanjurjo, del municipio español de Río, en la provincia de Orense, Galicia.